# Senatus consultum Claudianum
Il Senatus consultum Claudianum (52 d.C.) è un senatoconsulto romano.
Esso stabiliva che qualora una donna che intrattenesse relazioni carnali con uno schiavo non cessasse tale relazione dopo tre diffide del dominus, questa diventava schiava del padrone.
Scopo della disposizione non era la moralità della donna, come si potrebbe erroneamente pensare, ma la necessità di tutelare un interesse patrimoniale del dominus. L'attività sessuale dello schiavo, infatti, diminuiva non solo il suo rendimento produttivo, ma anche quello riproduttivo.
Poiché nel diritto romano i figli illegittimi assumevano la condizione della madre al momento della loro nascita, se la donna con la quale lo schiavo intratteneva rapporti non era una schiava, i figli nati da tale relazione non diventavano schiavi e, dunque, non entravano a far parte del patrimonio del dominus, cosa che invece poteva accadere qualora lo schiavo avesse dei figli da un'altra schiava.